# 12 Gold Bars
12 Gold Bars es un álbum recopilatorio de la banda británica de rock Status Quo, publicado en 1980 por Vertigo Records. Contiene doce canciones —de ahí el título del disco— extraídos desde la producción Piledriver de 1979 a Whatever You Want de 1979.
Es hasta el día de hoy uno de los recopilatorios de Status Quo más exitoso, ya que alcanzó el tercer puesto en los UK Albums Chart, donde permaneció 48 semanas consecutivas en la lista. Esta última cifra lo posiciona como el álbum de la banda con más semanas seguidas en la lista británica. Además y en 1981 fue certificado con disco de platino por la British Phonographic Industry, tras superar las 300 000 copias vendidas en el Reino Unido.

## Lista de canciones
| N.º | Título                       | Escritor(es)                              | Duración |  |
| 1.  | «Rockin' All Over the World» | John Fogerty                              | 3:58     |  |
| 2.  | «Down Down»                  | Rossi, Bob Young                          | 4:15     |  |
| 3.  | «Caroline»                   | Rossi, Young                              | 4:08     |  |
| 4.  | «Paper Plane»                | Rossi, Young                              | 3:16     |  |
| 5.  | «Break the Rules»            | Rossi, Parfitt, Lancaster, Coghlan, Young | 4:03     |  |
| 6.  | «Again and Again»            | Parfitt, Bown, Jackie Lynton              | 4:04     |  |
| 7.  | «Mystery Song»               | Rossi, Young                              | 4:24     |  |
| 8.  | «Roll Over Lay Down»         | Rossi, Parfitt, Lancaster, Coghlan, Young | 6:17     |  |
| 9.  | «Rain»                       | Parfitt                                   | 5:03     |  |
| 10. | «Wild Side of Life»          | Arlie Carter, William Warren              | 3:36     |  |
| 11. | «Whatever You Want»          | Parfitt, Bown                             | 4:28     |  |
| 12. | «Living on an Island»        | Parfitt, Young                            | 4:15     |  |